# 石綸
石纶（1770年—1844年），字纬昭，号愚泉，又号如轩，安徽省宿松县人。清朝政治人物，进士出身。
嘉庆十九年（1814）甲戌科二甲第六名进士。历任玉牒馆协修，文渊阁检校管理、宗人府主事、刑部湖广司主事、转升刑部直隶司员外郎。道光五年，乙酉湖南大主考，辛丑会试同考官。诰授奉直大夫、晋授中宪大夫、晋封通议大夫、覃恩封赠荣禄大夫。年七十五卒于官，四年后，奉旨崇祀乡贤祠。